# Привид опери (роман)
«При́вид опери» (фр. Le Fantôme de l'opéra) — готичний роман французького письменника Ґастона Леру, який екранізувався декілька разів. Найвідоміший мюзикл Ендрю Ллойда Веббера (англ. The Phantom of the Opera, 1986), вистава котрого досі проходить з незмінним успіхом у лондонському королівському театрі (His Majesty's Theatre).

## Сюжет
Книга починається з гала-концерту в паризькій опері на честь директорів Дебьєна й Поліньї, що передавали керування Національною музичною академією Моншармену й Рішару. Всі працівники опери розповідали один одному про Привида Опери, якого бачили то в вигляді полум'яного обличчя, то з обличчям смерті. За декорацією «Лахорського короля» повішаним знайшли керівника монтувальників Жозефа Буке. Коли спустилися за його трупом, мотузка, на якій той повісився, зникла.
Молода співачка Крістіна Даае блискуче виконала ролі Джульєтти й Маргарити з «Фауста», хоча, за спогадами дівчат із кордебалету, ще півроку тому вона співала як «іржава дверна петля». Під шалені аплодисменти публіки Крістіна заплакала й знепритомніла. За нею до гримвбиральні пройшов віконт Рауль де Шаньї, її друг дитинства, який був присутній на гала-концерті. Він спробував нагадати дівчині про себе, та вона розсміялася й просила його залишити її. Із кімнати він почув чоловічий голос. Коли дівчина залишила кімнату, Рауль хотів побачити її коханого, та гримвбиральня була порожньою.
Моншармен і Рішар дізналися, що директори опери зобов'язані виплачувати 240 000 франків у рік Привиду Опери й бронювати для нього п'яту ложу на всі концерти. Вони прийняли це за жарт. Мадам Жірі стверджувала, що кожного місяця передає гроші Привиду Опери в п'яту ложу, а після цього знаходить там коробку своїх улюблених цукерок. Нові директори опери гадали, що вона божевільна, тому звільнили мадам Жірі.
Між тим Крістіна Даае запросила Рауля поїхати з нею до села Перро, де було поховано її батька. Вночі він побачив, як Крістіна в безпам'ятстві слідує за чарівною музикою скрипки, яка лунала з кладовища. Коли дивовижна музика закінчилася, дівчина тихо повернулася до своєї кімнати, а де Шаньї залишився стояти на кладовищі. Він здогадався, що таємничий музикант ховався за грудою черепів. Раптово кості почали осипатися на нього, а за ними він побачив чудовисько — істоту з головою смерті.
Крістіна просила Рауля більше ніколи не слідкувати за нею, а головне — не заходити до її гримвбиральної.
Директори опери отримали кілька листів із наказом, щоб роль Маргарити в новому концерті виконувала Крістіна Даае. Це не було виконано, і тоді прима Карлотта Ла Сореллі, що вважалася найкращою співачкою, вперше взяла невірну ноту. Моншармен і Рішар зайняли ложу Привида Опери, щоб самим переконатися, що це все чийсь жарт. Коли після антракту вони повернулися на свої місця, в ложі побачили коробочку цукерок для мадам Жірі й бінокль. Коли Ла Сореллі взяла невірну ноту, біля себе вони почули голос, що сказав: «Вона сьогодні так співає, що люстра впаде!». І після цього велика люстра опери справді впала на глядачів, що сиділи в залі. Багато людей було поранено, а одна жінка, що було назначено замість мадам Жірі, померла. Після вистави Крістіна Даае зникла на два тижні.
Віконт де Шаньї знав, чому дивовижний чоловічий голос мав таку неймовірну владу над Крістіною: батько дівчини розповідав їй легенду про Янгола Музики, який спуститься й до неї після його смерті. Кілька років тому батько Даае помер, і відтоді вона марила легендою про Янгола Музики. Рауль отримав від Крістіни запрошення на маскарад. Разом із неї на вечорі був чоловік у костюмі Червоної Смерті й із черепом замість голови. В цьому супутнику Рауль впізнав музиканта з кладовища в Перро.
Наступного дня де Шаньї побачив Крістіну в опері й розповів їй, що за місяць вирушає в полярну експедицію, в якій може загинути. Вони гадали, що протягом цього місяця бачитимуть один одного останні рази, тому Крістіна погодилася на гру — вони таємно заручилися й проводили час як майбутні чоловік і дружина. Під час однієї за таких зустрічей, на даху опери, дівчина розповіла коханому таємницю голосу, який той чув у гримерній.
Цього чоловіка звали Ерік, він протягом трьох місяців вчив Крістіну співати. Даае жодного разу його не бачила, тому гадала, що це Янгол Музики. Ерік і справді володів дивовижним голосом. Після гала-концерту, на якому Карлотта взяла невірну ноту й впала люстра, Крістіна почула музику скрипки — «Воскресіння Лазаря», яке виконував її батько. Тоді вона почула голос, що казав їй: «Іди й вір у мене!». Під впливом неймовірної музики вона пройшла через дзеркало й опинилася в темному коридорі, де її вхопив чоловік у плащі й у масці. У нього було жахливе обличчя без носа. Він посадив її на білого коня, який зник із опери й відвіз до таємного підземного озера. Біля нього стояв його будинок, який був прикрашений квітами в коринках. Чоловік відкрив для неї свій обман, зізнався їй в коханні. Коли він почав співати, Крістіна не змогла втекти. Ерік 12 років тому почав писати своє головне творіння — оперу «Тріумф Дон Жуана». Він дав Крістіні золоту обручку й вірив, що вона за своєю волею повернеться до чудовиська. Ерік ревнував її до Рауля, та Даае поклялася, що не вийде заміж. Тепер Крістіна боялася, що якщо ще раз завітає до підземного будинку, то вже не зможе звідти вибратися. Рауль пообіцяв втекти з нею, та Даае погодилася на втечу тільки наступної ночі, щоб Ерік востаннє почув її виступ.
Крістіна блискуче виконала свою партію Маргарити, та на фінальній ноті світло згасло й вона зникла зі сцени. Директори опери в той час були зайняті розгадкою іншої таємниці — Привид Опери пограбував їх на 20 000 франків і вони прищепили конверт із грошима до своєї кишені англійською шпилькою. Через деякий час після цього вони з жахом побачили, що конверт із шпилькою на місці, але грошей не було.
Поліцейський, що розслідував справу про зникнення Крістіни, переконав Рауля, що її викрав його брат — граф Філіп де Шаньї, який втік одразу після фінальної ноти концерту. У коридорі Рауль зустрів Перса, що погодився проводити його до підземного озера, де, на його переконання, Ерік тримав Даае.
Вони пройшли до таємничих підземних поверхів опери, які за об'ємом могли б вмістити ціле місто. У темряві вони побачили трупи жертв чудовиська Еріка.
Далі приводяться записи самого Перса. Той у минулому врятував життя Ерікові й знав про багато його таємниць. Вони потрапили до камери тортур, яку створив Ерік. Це було шестикутне невелике дзеркальне приміщення, в якому містилися три декорації, що механічно заміняли одна одну. Завдяки системі електропідігріву, Ерік швидко міг змінювати температуру всередині камери. Вона охороняла таємний вхід до будинку біля озера й була розташована за стіною від нього.
Перс і Рауль почули крики Крістіни й Еріка, що благав її про кохання. Дізнавшись, що коханий знаходиться за стінкою від неї, Даае переконала Еріка розв'язати її й спробувала здобути ключ від дверей до камери. Це їй не вдалося й добу Перс і віконт де Шаньї провели в камері. Всередині знаходилося залізне дерево із шибеницею на ньому. Першою декорацією був тропічний ліс. Він змінився на пустелю. Біля них можна було почути рев Лева, Леопарда й дзирчання мух це-це — ці звуки Ерік імітував за допомогою барабану, один кінець якого був порожнім, а інший вкритий шкірою мавпи, через яку проходила струна.
Третьою декорацією була оаза. Спраглі жертви камери, що піддавалися чарам декорацій, прямували до води, та наштовхувалися на скло. У відчаї вони бачили дерево з шибеницею й їм нічого не лишалося, як повіситися. Перс знав про всі механізми камери, та також божеволів від цих тортур. Коли вони перебували на межі самогубства, він побачив пружинку на підлозі, що відчиняла двері з камери. Вирвавшись, вони попрямували на бочок, гадаючи, що в них вино або вода. Та вони містили порох. Крістіна мала обрати — або вона натисне на скорпіона, і тоді вода озера підтопить бочки, або на коника — і тоді вся опера разом із глядачами й самими Еріком, Крістіною, Раулем і Персом підірвуться. Дівчина натиснула на скорпіона, Перс і Рауль побігли до води, та опинилися в пастці.
Подальші події автор книги дізнався від самого Перса. Прокинувся він у кімнаті підземного будинку. Далі його віднесли у власне помешкання. Крістіна згодилася стати дружиною Еріка задля порятунку Рауля. Перс намагався переконати поліцію в правдивості своєї розповіді, та його вважали божевільним. Тоді Ерік сам прийшов до Перса. Він виглядав смертельно втомленим. Він розповів, що Даае стала першою жінкою, яка пожаліла його. Після того, як Крістіна дала себе поцілувати й плакала над нещасним Еріком, він став її рабом і тому відпустив дівчину до її коханого Рауля. Єдине, про що він просив — щоб Крістіна поховала його з обручкою, яку він їй подарував.
За три тижні Перс дав у газеті повідомлення про смерть Еріка.
Автор книги, що збирав всю можливу інформацію про Привида Опери, за золотою обручкою впізнав скелет Еріка, що було поховано під оперою.

## Головні герої

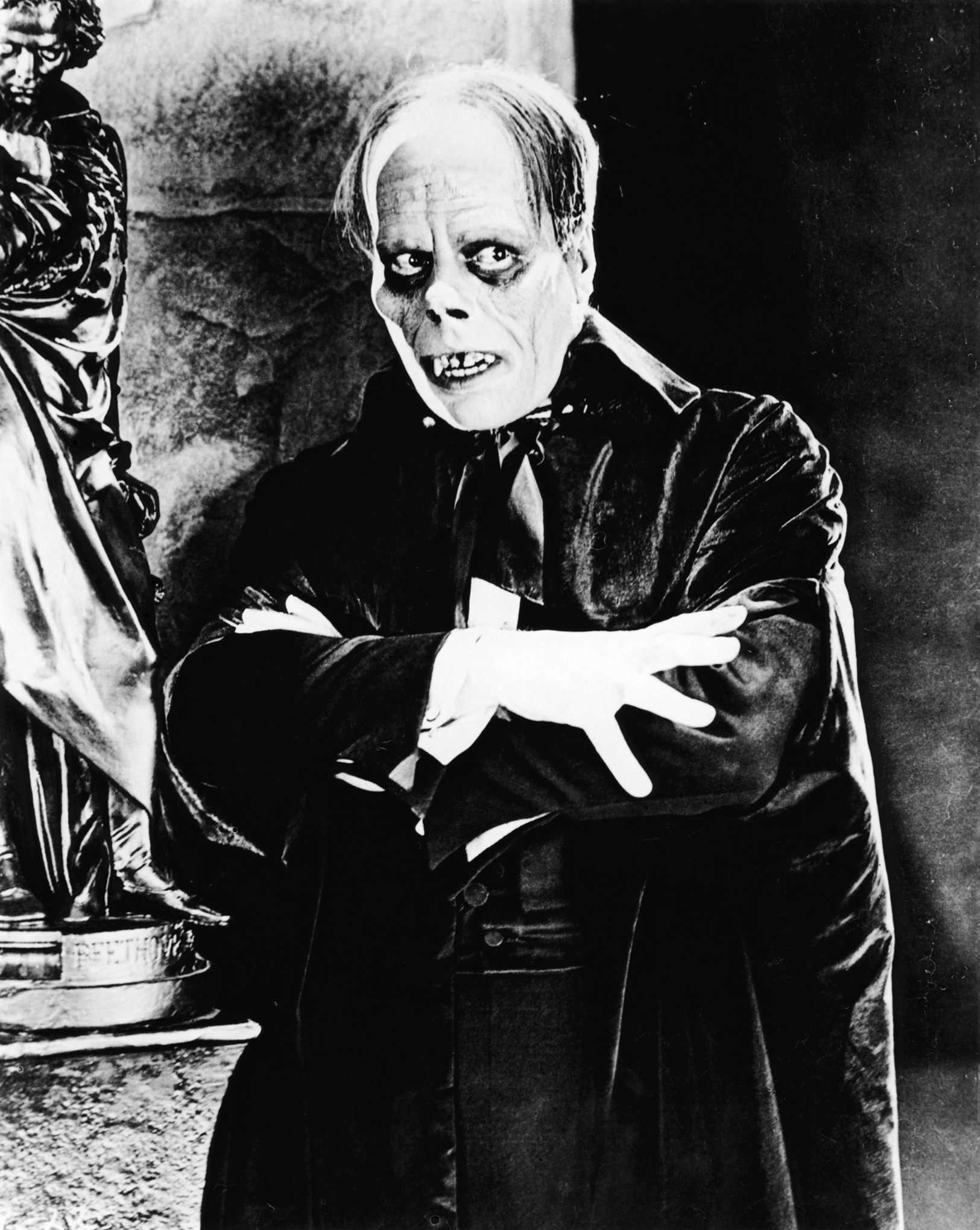
Лон Чейні у виконанні ролі Еріка в фільмі «Привид Опери» 1925 р.

- Ерік — Привид Опери, Янгол Музики. Народився під Руаном, у ранньому віці втік із батьківського будинку, тому що навіть мати цуралася його жахливого обличчя. Він став виступати на Ярмарках як живий труп. Оволодів майстерністю Фокусника, став неперевершеним черевомовцем. Потім він потрапив до Персії, де побудував султанський палац із безліччю таємних кімнат і механізмів. Завдяки ним султан міг непомітно слідкувати за всім, що відбувалося в будівлі. Також Ерік розважав маленьку кровожерливу султаншу. В Індії він навчився вбивати людей за допомогою самої пращі й демонстрував це їй. Спочатку його винахід — шестикутна камера — повинна була демонструвати дивовижні властивості дзеркал, та султанші це було нудно, тому він перетворив її на камеру тортур.

Коли султан став перейматися, що Ерік втече до іншого правителя й розповість тому про всі свої винаходи, він дав наказ дарозі — голові поліції уряду — вбити фокусника. Дарога пожалів Еріка й дав йому втекти. Ерік працював на турецького султана, після чого захотів стати «як всі» й влаштувався звичайним каменярем, що зводив фундамент французької опери. Таємно від архітектора, від власноруч добудував безліч механізмів і кімнат, які були підвладні тільки йому. Також він скопіював свою камеру тортур, щоб ніхто не дістався його підземного помешкання.
- Крістіна Даае — співачка Опери. Народилася в родині селянина в містечку Уппсал, Швеція. Її батько був скрипалем. Після загибелі дружини він став виступати в селах із своєю донькою Крістіною. В передмісті Парижу дівчинка познайомилася з віконтом Раулем де Шаньї. Вони стали друзями, разом слухали скандинавські легенди, які розповідав їм батько Даае.

За три роки вони знову побачилися, та віконт розумів, що через різницю в соціальному статусі не зможе одружитися з донькою сільського скрипаля. Коли помер батько Крістіни, дівчина постійно сумувала й згадувала легенду про Янгола Музики. Вона вчилася в консерваторії, та співала без ентузіазму. Її виховувала матінка Валеріус, вдова патрона скрипаля Даае.
- віконт Рауль де Шаньї — коханий Крістіни;
- граф Філіп де Шаньї — його брат;
- Арманд Моншармен і Фірмін Рішар — директори Національної академії музики;
- Карлотта Ла Сореллі — діва Опери;
- матінка Валеріус — вихователька Крістіни;
- Перс- дарога (голова поліції уряду в Персії), що врятував життя Ерікові й допоміг Раулю знайти викрадену Крістіну.

## Український переклад
У 2015 році українською мовою роман переклали Зоя Борисюк та Петро Таращук:
- Привид Опери / Гастон Леру; пер. з фр. Зої Борисюк, Петра Таращука. — К.: Знання, 2015. — 335 с.

## Екранізація

### Фільми
За сюжетом книги було створено фільми про Привида Опери в 1925, 1943, 1989 (фільм режисера Джайта Літтла, в якому головну роль виконав Роберт Інглунд), 1998 (італійського режисера Даріо Ардженто) й фільм Джоела Шумахера 2004 року, в якому головні ролі виконали Джерард Батлер та Еммі Россум.